# Fanny Foley Herself

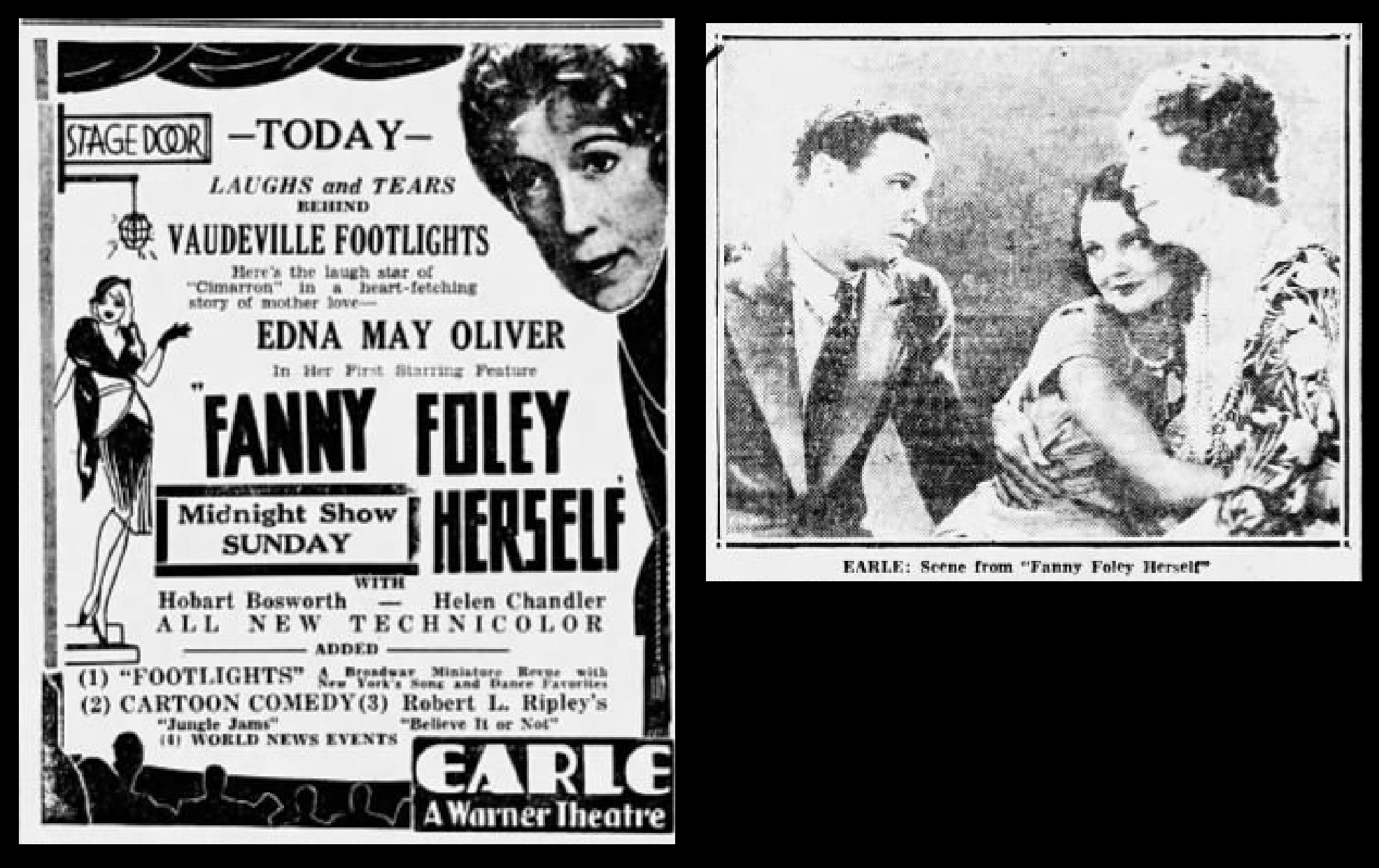
Affiche du film et image extraite du film.

Fanny Foley Herself est un film américain réalisé par Melville W. Brown et sorti en 1931. C'est un des premiers films à être entièrement réalisé en Technicolor. Une copie couleur en est conservée au BFI.

## Synopsis
Une femme veuve et mère de deux filles tente de relancer sa carrière d'interprète de vaudeville. Son riche beau-père, qui estime qu'une artiste de vaudeville n'est pas apte à élever correctement ses enfants, l'oblige à choisir entre ses filles ou sa carrière. Finalement, tout est pardonné et le beau-père demande à Fanny de chanter une de ses chansons.

## Fiche technique
- Réalisation : Melville W. Brown
- Scénario : Carey Wilson (adaptation & dialogue) d'après une histoire de Juliet Wilbor Tompkins
- Dialogues additionnels : Bernard Schubert
- Producteur : John E. Burch
- Photographie : Ray Rennahan
- Procédé : Technicolor[2]
- Musique : Max Steiner
- Genre : Comédie dramatique[3]
- Production : RKO Radio Pictures
- Distributeur : RKO Radio Pictures
- Durée : 73 minutes
- Date de sortie : 10 octobre 1931

## Distribution
- Edna May Oliver : Fanny Foley
- Hobart Bosworth : Seely
- Florence Roberts : Lucy
- Rochelle Hudson : Carmen
- Helen Chandler : Lenore
- John Darrow : Teddy
- Robert Emmett O'Connor : Burns
- Harry Stubbs : Crosby